# ウィリアム・スミス (船乗り)

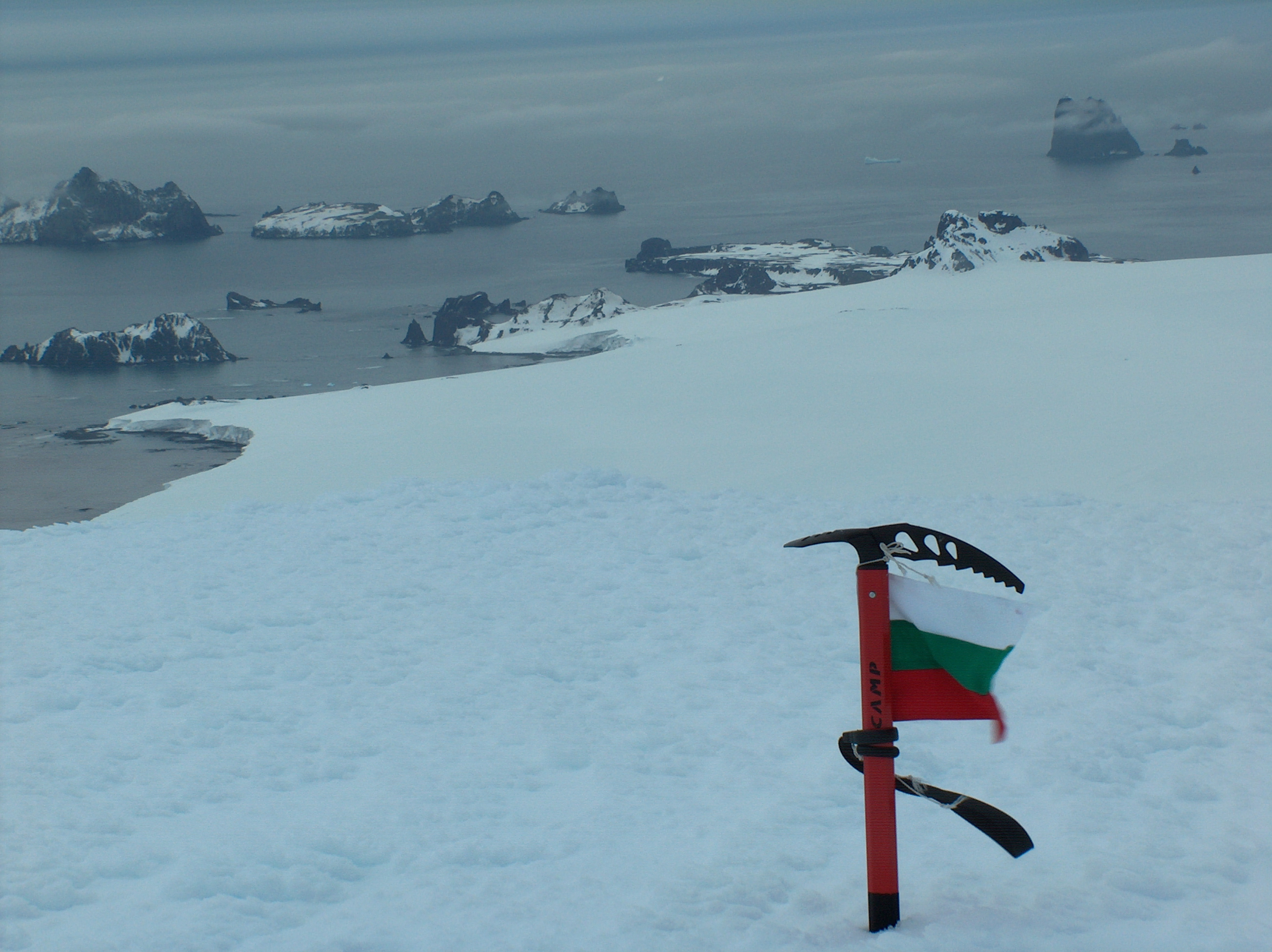
Williams Point on Livingston Island, the land discovered by William Smith on 19 February 1819.

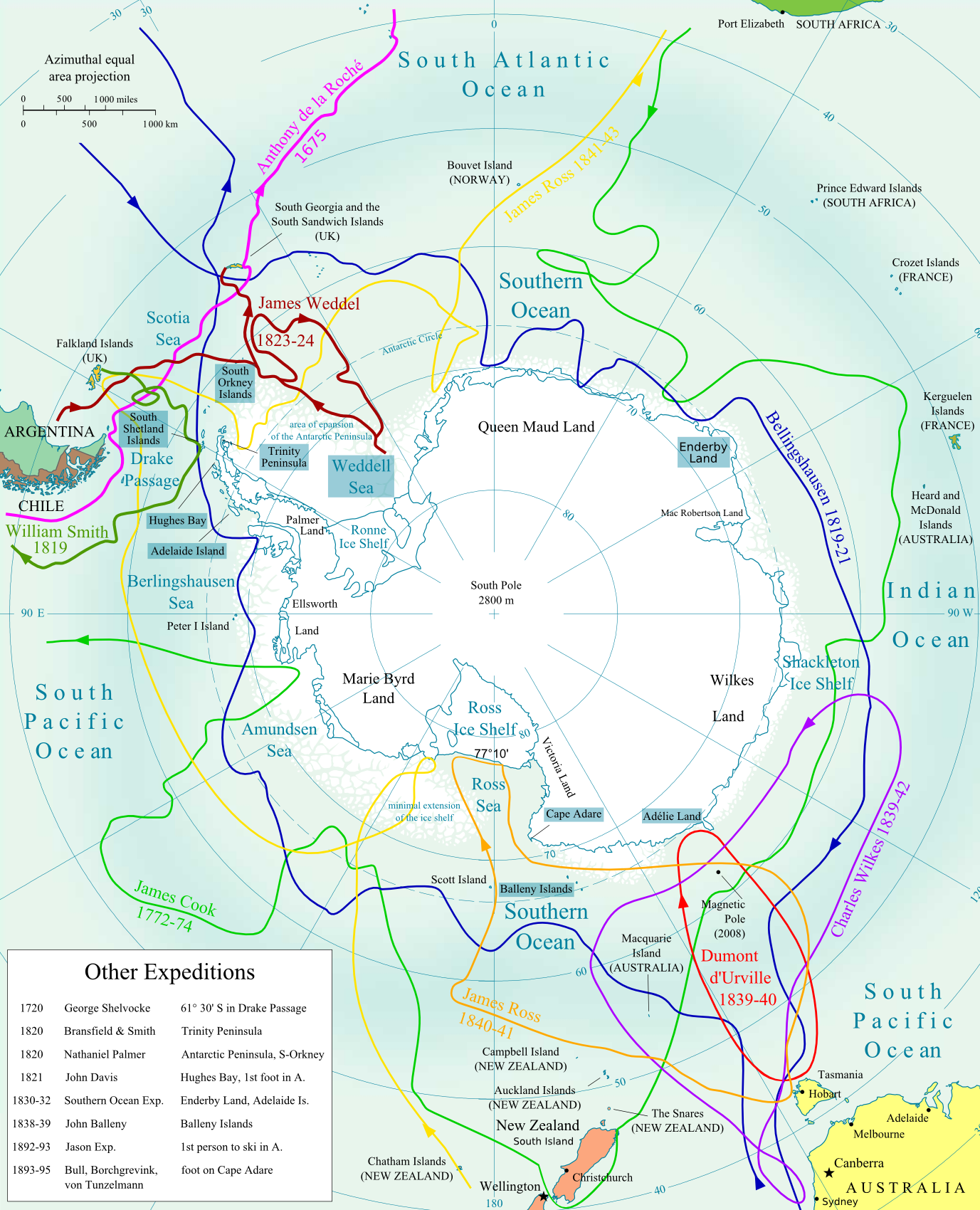

ウィリアム・スミス（William Smith、1790年 - 1847年）は、南極大陸近くのサウス・シェトランド諸島を発見したイギリス人の船長。ノーサンバーランド州ブライス生まれ。
1819年、ブエノスアイレスからバルパライソへ向かう途中にスミスはよい風を捉えようとホーン岬のかなり南を通った。1819年2月19日、スミスは西経62度で陸地を発見した。だが、上陸はしなかった。海軍当局はこの発見を信じなかったが、次の航海の際スミスは諸島で最大の島に上陸した。その日は10月16日であった。スミスはその島をキングジョージ島、諸島をスコットランドの北のシェトランド諸島にちなんでサウス・シェトランド諸島と名づけた。
翌1820年初め、スミスは発見の確認のためエドワード・ブランズフィールドを案内した。